# 鈴木敏夫
鈴木敏夫（日语：鈴木敏夫，1948年8月19日—）為日本愛知縣出身；曾擔任多部吉卜力工作室電影動畫的動畫製作人。在2014年宣佈退出吉卜力動畫製作人職務後；專注在擔任管理吉卜力工作室的事務。

## 經歷

### 早期
出生於名古屋市的成衣業家庭，小時受分別喜愛日本片與西洋片的父母親影響而開始對電影產生興趣。
青年時期在父親要求下以及自身對東京有所憧憬，鈴木敏夫前往慶應義塾大學就讀。而在就讀大學期間正值日本民間發生反對日本介入越戰的羽田事件，當時鈴木敏夫曾接觸過校內的學生運動。

### 雜誌記者時期
於慶應義塾大學畢業後，在1972年進入德間書店；在當時旗下所發行的週刊《ASAHI藝能》裡就職。在《ASAHI藝能》時鈴木敏夫曾試着創辦發行名為《Comic & Comic》的漫畫雜誌，也因此讓他有與手塚治蟲等漫畫家往來的機會。
後一年則轉入到兒童電視主題雜誌《月刊電視園地》下，此期間多擔任一些八卦新聞的雜誌記者。

### 與高畑勳及宮崎駿的相識
1978年，鈴木敏夫在毫無準備的情況下，被當時與他一同部門工作的尾形英夫任命為以報導動畫、漫畫消息為主題的雜誌《Animage》的編輯。
鈴木敏夫接任此事務一職後，首次要採訪的對象為先前在1968年創作出劇院動畫《太陽王子 霍爾斯的大冒險》的高畑勳、宮崎駿倆人。雖然在初次向對方提出採訪時；遭到高畑勳花上約一鐘頭時間提出理由拒絕、以及宮崎駿對於採訪條件若沒有16頁內容便不接受的嚴苛要求而放棄，但倆人特有的個人風格讓鈴木敏夫印象極深，並在專門播放經典影片的戲院上親自觀看《太陽王子 霍爾斯的大冒險》後；對高畑與宮崎在動畫的表現手法上佩服，之後便不斷尋找機會與倆人見面會談。
後續高畑勳在電視動畫《小麻煩千惠》的殺青宴會上向鈴木敏夫致上謝意；表示著平時與鈴木敏夫的會談過程能讓他更清楚這部作品方向。而鈴木敏夫在此得到認同的場合下，開始產生投入動畫幕後製作的念頭。

### 吉卜力成立至今
1984年宮崎駿創作的動畫《風之谷》上映並獲得迴響，但當時製作《風之谷》的動畫公司Topcraft在作品上映後便解散。鈴木敏夫為了讓高畑勳與宮崎駿能有一個專用的動畫製作環境，而成立了「吉卜力工作室」。
吉卜力起初的三份作品《天空之城》、《龍貓》、《螢火蟲之墓》在票房表現上並未特別亮眼，直到1989年上映的《魔女宅急便》票房成績達到21億日圓；才奠定了吉卜力的口碑。因吉卜力開始受到影迷的重視，鈴木敏夫在制度上作了改變並欲建立新的工作室，卻也讓當時的吉卜力管理者原徹與鈴木敏夫理念不合而離開。
鈴木敏夫從吉卜力成立後，一直是高畑勳、宮崎駿倆人重要的左右手。而鈴木敏夫從高畑勳身上習得動畫製作人的要領後，便在1991年上映的吉卜力動畫《兒時的點點滴滴》起，開始擔任吉卜力長篇劇院動畫的製作人，並在1990年就任為工作室的董事。
2005年吉卜力從德間書店集團下脫離成為獨立公司後，鈴木敏夫在沒有其他人願意出面之情況下；成為了吉卜力的社長。2008年鈴木敏夫則將社長位子轉任給星野康二後，繼續擔任吉卜力動畫製作人。
於2014年3月鈴木敏夫宣佈將從不再從事吉卜力的動畫製作人；並將此職務轉交給西村義明擔任，往後則專注在吉卜力內部的管理。

## 人物性格
- 工作態度上認為「把工作當工作的人是傻瓜，要把工作當成是玩樂祭典才有趣」。[23]
- 平常不太看電視報紙，認為與周遭人對談中獲得的啟發才是有用的訊息或靈感。[23]
- 在從事動畫製作人身份上，鈴木敏夫自認是屬於和導演對談中決定作品方向的「編輯型」製作人，[24]認為製作人與導演之間是刑警與犯人的關係，製作人（刑警）要能從與導演（犯人）的對話內容中；解讀出他真正的意思。[23]並相當重視一個動畫作品的「片名」在觀眾感觀上的影響力。[25]
- 本身雖非美術、動畫師出身，但在擔任動畫製作人時皆會將劇中主要人物親自繪製一遍；以掌握該角色的性格，[26]並曾為日清製粉集團的廣告提供親自設計的貓咪角色。[27]
- 個人嗜好為抽煙、閱讀各種書籍，[28][29]在中學時期曾是坂本九的歌迷。[30]
- 與父親同為職業棒球隊中日龍隊的球迷，並為2004至2011年擔任中日龍教練落合博滿的支持者。[31][32]
- 因在吉卜力裡都是穿著雪駄（類似下馱的草履鞋）或下馱走動，而被吉卜力工作室員工注意到只要聽到雪駄的聲音就一定是鈴木敏夫先生來了。[23]
- 女兒鈴木麻實子曾為吉卜力動畫的一些歌曲如《鄉村路》編寫歌詞。[33]

## 爭議
2023年，綜合《NEWS POST SEVEN》、《週刊女性》報導，鈴木敏夫與一名來東京學日文的泰籍女性相識而維持長年往來，不但曾經資助她開餐廳或SPA，還讓沒有攝影經驗的該名女子，擔任吉卜力官方攝影師，吉卜力員工更稱鈴木敏夫還會要求他們幫忙處理該名女子的雜務、動用公司資金支付其費用，甚至還親自資助該名女子舉辦攝影展。相關事件讓吉卜力社長星野康二出面勸說鈴木應公私分明，但後來星野康二於3月底退任社長職位，定於6月離開吉卜力。

## 關係人物
尾形英夫
動漫雜誌《Animage》發行者，鈴木敏夫因被對方臨時下令接任此雜誌編輯而有與高畑勳及宮崎駿結緣的機會。因常有令人出乎意料的想法而令鈴木敏夫瞠目結舌，也是讓宮崎駿創作《風之谷》的幕後推手之一。
鈴木敏夫對尾形英夫的評價爲是個有辦法去煽動別人；讓對方一頭投入心中目標計劃的煽動者。
德間康快
德間書店創辦者。在鈴木敏夫籌劃建立吉卜力工作室時給予相當大的協助，而鈴木敏夫先前一些難以被敲定的動畫企劃案（如《龍貓》）也是透過德間康快的幫忙推銷才得以發行。
宮崎吾朗
宮崎駿長子，在協助吉卜力建設吉卜力美術館後曾擔任《地海戰記》開拍前的計畫小組，之後被鈴木敏夫看中認為可接任此作品導演一職。
當時宮崎駿雖對將吾朗推上火線任為此片導演一事相當不解、並責備過鈴木敏夫的決策，但鈴木敏夫仍從頭至尾力挺吾朗到底。
押井守
動畫導演。在製作《福星小子》動畫時透過鈴木敏夫的關係而與宮崎駿有了初次面談，之後也與鈴木敏夫合作數篇動畫以及真人電影。
雖與鈴木敏夫有往來關係，但性格上直言的押井守也曾揶揄鈴木敏夫所屬的吉卜力工作室體制如蘇聯模樣一般；而鈴木敏夫如同該制度下的KGB頭子，以及「宮崎駿結識鈴木敏夫後，創作出的動畫可看性不如以往」等評論。

## 參與作品

### 長篇電影動畫
- 風之谷（1984年）：製作委員會成員
- 天空之城（1986年）：製作委員會成員
- 龍貓（1988年）：協助
- 魔女宅急便（1989年）：製作人助理
- 兒時的點點滴滴（1991年）：動畫製作人
- 紅豬（1992年）：動畫製作人
- 平成狸合戰（1994年）：動畫製作人
- 心之谷（1995年）：動畫製作人、角色「北先生」配音
- 魔法公主（1997年）：動畫製作人、串場角色配音
- 隔壁的山田君（1999年）：動畫製作人
- 神隱少女（2001年）：動畫製作人
- 下課後劇場版（2001年）：出資
- 貓的報恩（2002年）：動畫製作人
- 攻殼機動隊2 INNOCENCE（2004年）：動畫製作人
- 哈爾的移動城堡（2004年）：動畫製作人
- 地海戰記（2006年）：動畫製作人
- 崖上的波妞（2008年）：動畫製作人
- 借物少女艾莉緹（2010年）：動畫製作人
- 來自紅花坂（2011年）：動畫製作人
- 風起（2013年）：動畫製作人
- 輝耀姬物語（2013年）：企劃
- 回憶中的瑪妮（2014年）：出資
- 最後的德魯伊：加爾姆戰爭（2016年）：日語版動畫製作人
- 紅烏龜：小島物語（2016年）：出資
- 安雅與魔女（2020年）：動畫製作人
- 你想活出怎樣的人生（2023年）：動畫製作人

### 短篇動畫
- On Your Mark（1995年）：動畫製作人
- 捕鯨記（2001年）：執行製作人
- 可羅的大散步（2002年）：執行製作人
- 梅與小貓巴士（2002年）：動畫製作人
- Ghiblies episode2（2002年）：執行製作人、角色造形提供
- 可攜式機場（2004年）：動畫製作人
- Space station No.9（2005年）：動畫製作人
- 飛天都市計畫（2005年）：動畫製作人
- 水蜘蛛紋紋（2006年）：動畫製作人
- 尋找棲所（2006年）：動畫製作人
- 買下星星的日子（2006年）：動畫製作人
- 鼠相撲（2010年）：動畫製作人
- 麵種與蛋姬（2010年）：動畫製作人
- 尋寶（2011年）：動畫製作人

### 電視動畫
- 海潮之聲（1993年）：企劃
- Ghiblies（2000年）：角色造形提供

### 特攝影片
- 巨神兵現身東京（2012年）：出資

### 真人電影
- 式日（2000年）：出資
- 心靈感應（2000年）：出資
- Killers （2003年）：飾演角色「沒良心的動畫製作人」
- 立食師列傳（2006年）：飾演角色「『涼拌狸貓麵』政」
- 真·女立食師列傳（2007年）：作品提字、飾演角色「坂崎一編集長」
- 切·格瓦拉（2009年）：電影廣告標語提供（日本上映用）

### 製作記錄片
- 《魔法公主》是這樣完成的（1998年）
- 謝謝你，約翰·拉薩特先生（2003年）
- 《崖上的波妞》是這樣完成的。～宮崎駿的思考過程～（2009年）
- 夢與瘋狂之王國（2013年）

### 電視節目
- 工作專業的手法：2006年4月10日於節目登場
- 情熱大陸：2014年8月3日於節目登場

### 電視劇
- 機動警察：次世代（2015年）：於第6集演出

### 電視廣告
- 日清製粉集團（2010年）：廣告角色設計提供

## 獲獎經歷
- 1992年第11屆藤本賞特別獎
- 1997年第14屆山路子文化獎
- 1998年第17屆藤本賞
- 2002年第21屆藤本賞
- 2002年AMD Award / Digital Contents of the Year '01特別獎
- 2002年Digital Content Grand Prix 2001・DCAj會長獎
- 2002年製作人獎
- 2002年第1屆日本創新者大獎
- 2007年第2屆渡邊晉獎
- 2014年第64屆藝術選獎文部科學大臣賞
- 2014年日本版《CQ》雜誌評選年度人物之一
- 2015年AMD Award / 20週年紀念特別獎
- 2023年第96屆奧斯卡金像獎最佳動畫片獎

## 個人廣播節目
- 鈴木敏夫的吉卜力大汗淋漓：2007年10月7日起每週日晚間23點於FM東京播送。

## 個人著書
- 樂在電影
- ※樂在工作：進入宮崎駿．高畑勲的動畫世界
- ※吉卜力哲學：變與不變的事物
- ※順風而起
- ※天才的思考：高畑勳與宮崎駿

符號※為有發行中譯版本

## 外部連結
- http://www.tfm.co.jp/asemamire/ （页面存档备份，存于）